# Джуді Мартц
Джуді Мартц (англ. Judy Martz; нар. 28 липня 1943, Біг-Тімбер, Монтана—30 жовтня 2017) — американський політик-республіканець, губернатор Монтани з 2001 по 2005 роки (перша жінка-губернатор Монтани).
У молодості Мартц була фігуристкою і брала участь у Зимових Олімпійських іграх у 1964 році. Навчалась у Східному коледжі Монтани. Була коронована «Міс Родео» штату Монтана.
Мартц працювала помічником сенатора Конрада Бернса з 1989 по 1995, президентом Торгово-промислової палати у Б'ют (Монтана) і віце-головою Ради директорів лікарні St. James Hospital. Віце-губернатор Монтани з 1997 по 2001 рік.
Одружена, має двох дітей.